# (3970) Herran
(3970) Herran es un asteroide perteneciente al cinturón de asteroides, descubierto el 28 de junio de 1979 por Carlos Torres desde la Estación Astronómica de Cerro El Roble, Chile.

## Designación y nombre
Designado provisionalmente como 1979 ME9. Fue nombrado Herran en honor al astrónomo y divulgador científico mexicano José Antonio Ruiz de la Herrán Villagómez.